# Major Ritchie
Major Josiah George Ritchie (Westminster, 18 de outubro de 1870 - Ashford, 28 de fevereiro de 1955) foi um tenista britânico. Medalhista de ouro em simples nos Jogos Olímpicos de Verão de 1908.

## Grand Slam finais

### Simples (1 vice)
| Ano  | Torneio   | Oponente    | Placar                  |
| 1909 | Wimbledon | Arthur Gore | 8–6, 6–1, 2–6, 2–6, 2–6 |

### Duplas (2 títulos)
| Ano  | Torneio   | Parceiro        | Oponentes                         | Placar                  |
| 1908 | Wimbledon | Anthony Wilding | Arthur Gore Herbert Roper Barrett | 6–1, 6–2, 1–6, 1–6, 9–7 |
| 1910 | Wimbledon | Anthony Wilding | Arthur Gore Herbert Roper Barrett | 6–1, 6–1, 6–2           |